# Verrucoentomon
Verrucoentomon es un género de Protura en la familia Acerentomidae.

## Especies
- Verrucoentomon aurifer Szeptycki, 1988
- Verrucoentomon canadensis (Tuxen, 1955)
- Verrucoentomon imadatei Nosek, 1977
- Verrucoentomon joannis Szeptycki, 1988
- Verrucoentomon kawakatsui (Imadaté, 1964)
- Verrucoentomon mixtum Nosek, 1981
- Verrucoentomon rafalskii Szeptycki, 1997
- Verrucoentomon shirampa (Imadaté, 1964)
- Verrucoentomon xinjiangense Yin, 1987
- Verrucoentomon yushuense Yin, 1980